# Russos negros
Russos Negros (em francês:  Russes noirs) é um nome não oficial dado a um grupo de milícias pró-governo na República Centro-Africana, recrutadas principalmente de ex-combatentes anti-balaka e da União para a Paz na República Centro-Africana (UPC) pelo Grupo Wagner. As milícias foram acusadas de múltiplos crimes de guerra e crimes contra a humanidade.

## Histórico
Em Agosto de 2021, as forças de segurança abordaram o antigo líder anti-balaka em Bambari e pediram-lhe que remobilizasse os seus combatentes para lutar contra os rebeldes da UPC. As operações da Forças Armadas Centro-Africanas (FACA) em Boyo contra elementos da UPC foram retomadas em 24 de novembro de 2021, causando numerosos feridos e mortes em ambos os lados entre as partes beligerantes. Novos combates ocorreram em Boyo na noite de 26 para 27 de novembro. As operações continuaram nas estradas que levam a Boyo, o que supostamente resultou em várias mortes de civis e feridos adicionais. Em novembro de 2021, cerca de 240 combatentes anti-balaka a bordo de seis veículos militares russos partiram de Bambari em direção a Tagbara. A partir daí continuaram a pé pela aldeia de Zoumoko e, em 1 de dezembro de 2021, Atongo-Bakari antes de chegar a Boyo, com o objetivo de neutralizar os rebeldes da UPC e os seus cúmplices. Entre 6 e 16 de dezembro de 2021, as milícias assassinaram mais de 27 civis muçulmanos em Boyo e nas aldeias vizinhas.
Em 11 de dezembro de 2021, atacaram a aldeia de Goya, perto de Kouango, matando dez civis. Em 25 de dezembro, 18 pessoas foram mortas e 29 feridas pela facção pró-governo dos anti-balaka nas aldeias de Lougba e Mandjo, no eixo Bambari-Bakala. Também foram responsáveis pela morte de 23 pessoas no acampamento fulani, perto de Bokolobo, em 9 de maio de 2022. 
Em Outubro de 2022, os anti-balakas  pró-governo liderados pelo General Ayoloma entrou em confronto com os anti-balakas pró-Coalizão de Patriotas pela Mudança (CPC) na aldeia de Ndjoukou.
Os Russos Negros foram acusados de responsabilidade pelo Massacre de Chimbolo em 2023. 
Em julho de 2023, foi relatada a seguinte composição dos Russos Negros: General Royal ativo entre Bakala e Lougba, General Akra em torno de Atongo-Bakari, General Dix-Roues em torno de Boyo, General Sossengue em torno de Tagbara, generais Marcelin Orogo e "Jojo" em torno de Bambari. O general anti-balaka pró-governo, Dimitri Ayoloma, atua entre as prefeituras de Kémo e Ombella-M'Poko. Os ex-combatentes da UPC que se juntaram aos Russos Negros são liderados pelo Coronel Kiri, “Sanda” e “Salambaye”. 

### Outras áreas
De acordo com alguns relatos, pelo menos 100 "Russos Negros" foram destacados pelo Grupo Wagner na Ucrânia, especialmente em Bakhmut. Foi também relatado que foram recrutados no Mali.